# Nuortalidens naturreservat
Nuortalidens naturreservat är ett naturreservat i Arvidsjaurs kommun i Norrbottens län.
Området är naturskyddat sedan 2024 och är 763 hektar stort. Reservatet ligger norr om Arvidsjaur intill det större reservatet Reivo och består av tall- och granskog med sjön Guodelisjaure i nordväst som omges av skog och myr samt myren Juokojegge i söder. 